# نیدا
| بخش از مجموعه                                                                          |
| یهودیت                                                                                 |
| Star of David · Ten Commandments · Menorah                                             |
| رده:یهودیت                                                                             |
| یهود · یهودیت · اسباط                                                                  |
| ارتودوکس                                                                               |
| حریدی · حسیدی · ارتودوکس مدرن                                                          |
| فلسفه یهودی                                                                            |
| اصول دین · منیان · کابالا                                                              |
| قوانین نوح · خدا · آخرت · مسیح در یهودیت                                               |
| یهودیان به عنوان قوم برگزیده · هولوکاست · هلاخا · کشروت· ده فرمان                      |
| صنیوت · صدکه · اخلاق · جنبش مسار                                                       |
| متون دینی                                                                              |
| تورات · تنخ · تلمود · میدراش · توسفتا                                                  |
| آثار حاخامی · هاگادا · میشنا· باریتا                                                   |
| تور · شولحان عاروخ ·                                                                   |
| حماش · سیدور · زوهار ·                                                                 |
| شهرهای مقدس                                                                            |
| اورشلیم · صفد · حبرون · طبریه                                                          |
| شخصیت‌های مهم                                                                           |
| ابراهیم · اسحق · یعقوب                                                                 |
| ساره · ربه‌کا · راحیل · لیه                                                             |
| موسی · دبوره · روت · داوود · سلیمان                                                    |
| الیاس · هیلل · شمای · یهودا هناسی                                                      |
| سعادیا گائون · راشی · اسحاق الفاسی · ابن عزرا · توسفتانویسان                           |
| یوسف آلبو · یوسف قارو · آشر بن یهیئل                                                   |
| بعل شم طوو · موسی بن میمون · فیلون اسکندرانی                                           |
| اوادیا یوسف · موشه بن نحمان · موشه فینشتاین · العازر شاخ                               |
| زندگی یهودی                                                                            |
| بریت · بنای مصوا · ازدواج                                                              |
| نیدا· عزاداری                                                                          |
| نقش‌های مذهبی                                                                           |
| حاخام · ربی                                                                            |
| کاهن یهودی ·                                                                           |
| دیان · روش یشیوا                                                                       |
| ساختمان‌های مذهبی                                                                       |
| کنیسه · میکوه · هیکل سلیمان / خیمه‌گاه                                                  |
| مقالات مذهبی                                                                           |
| شبات · تفیلین · زنان · سفر تورات· بدکن· قربانی                                         |
| ستاره داوود · منوره · شوفار                                                            |
| اربعه مینیم                                                                            |
| نماز                                                                                   |
| نماز · شماع · عمیده ·                                                                  |
| قدیش ·هولده                                                                            |
| یهودیت و دیگر ادیان                                                                    |
| مسیحیت · اسلام ·                                                                       |
| ادیان ابراهیمی · تکثرگرایی                                                             |
| مورمونیسم · "یهودی مسیحی" · دیگران                                                     |
| مطالب وابسته                                                                           |
| نقد یهودیت · یهودستیزی                                                                 |
| یهوددوستی · یشیوا· صهیونیسم· یهودیان آمریکا· فهرست دانشمندان و فیلسوفان یهودی · کوربان |
| ن ب و                                                                                  |

احکام نیدا یا نیدّا (به انگلیسی: Niddah) بیانگر ناپاکی زن به واسطه حیض و وضع حمل (زایمان) است و ناپاکی نیدا کاربردهایی در روابط زناشویی دارد چون روابط جنسی تا زمانی که زن ناپاک است، ممنوع است. نیدا، تنها رساله در بخش طهارت است که هم تلمود بابلی و هم تلمود فلسطینی، در باب آن توضیحاتی ارائه شده‌است.

## محدودیت‌های قاعدگی نیدا از دیدگاه ادیان

### عدم روابط جنسی در دوره قاعدگی یا نیدا در یهودیت
بخش مهمی از محدودیت‌هایی که روابط جنسی موجود میان زن و شوهر را تحت تأثیر می‌گیرد مربوط به قاعدگی یا نیدا است. کتاب مقدس مرد را نهی کرده‌است که «به زن در نیدا که وقت ناپاکی وی است نزدیک شود و عورت او را برهنه سازد». زوجینی که در زمان قاعدگی دست به تماس جنسی می‌زنند در میان قوم خویش باقی نخواهند ماند. زنی که در حالت قاعدگی است برای مدت هفت روز به لحاظ دینی ناپاک محسوب می‌شود و هر چیزی که وی با آن تماس پیدا کند آلوده می‌گردد.

### تدابیر پیشگیرانه
به منظور آنکه زن و شوهر از نزدیک شدن به ممنوعیت‌های نیدا بازداشته شوند مجموعه‌ای از تدابیر پیشگیرانه مقرر شده‌است که ارتباط زوجین را در خلال این دوره محدود می‌کند. آنها نباید به شوخی و از سر تفریح با هم برخورد کنند، یا تماس بدنی داشته باشند، یا اینکه و لو با لباس با هم در یک تختخواب بخوابند. شوهر نباید وقتی که زنش تماماً یا تقریباً برهنه‌است به او نگاه کند؛ نیز باید کارهایی را که معمولاً برای همدیگر انجام می‌دهند کوتاه و مختصر کنند.

### مکان‌های مذهبی
در دوران معبد و در اوایل دوره پس از معبد، که پاکی و ناپاکی در بخش وسیعی از زندگی یهودی نمود داشت، محدودیت‌های مربوط به نیدا به شدت رعایت می‌شدند تا نگذارند زنان باعث آلودگی اشیایی که خصوصیتی دینی داشتند شوند. میشنا حتی از مکان ناپاکان یاد کرده‌است. این محل احتمالاً توسط زنانی که دوره قاعدگی خویش را می‌گذراندند، استفاده می‌شده‌است. امروزه در میان فلاشه‌های اتیوپی که آداب و عقاید یهودی را برگرفته و به آن عمل می‌کنند هنوز می‌توان رسمی مشابه این را دید، اما معلوم نیست که آیا این رویه بخشی از میراث یهودیت آنان است یا آن را از کشورهای همسایه گرفته‌اند. با خراب شدن معبد و با تغییراتی که به دنبال آن در یهودیت به بار آمد بسیاری از قوانین مربوط به پاکی و ناپاکی دیگر از کارایی افتادند. تنها آثاری که در یهودیت معاصر بر جدایی و تفکیک ناشی از نیدا بار می‌شود، مربوط می‌شوند به مسئله حضور زنان در کنیسه و شرکت آنان در نمازهای جماعت.

## دیدگاه یهودیان راست کیش و اصلاح گرا در مورد قوانین نیدا
اگرچه یهودیان راست کیش قوانین نیدا را از بخش‌های اساسی زندگی یهودی می‌دانند فقط اقلیت کوچکی از یهودیان امروزه به نص صریح این قوانین وفادار مانده‌اند. بسیاری از جوامع یهودی میقوهای در پیرامون خویش ندارند. یهودیت اصلاح گرا نیز از کل مفهوم نیدا دست شسته‌است، چرا که آن را مربوط به عقاید باستانی راجع به پاکی و ناپاکی دینی می‌دانند که دیگر اهمیتی برای یهودی جدید ندارند. از آنجا که عیبی از جانب هلاخا متوجه بچه‌های متولدشده از زوجینی که، به قول معروف، طهارت خانواده را رعایت نمی‌کنند نمی‌شود و آنان کاملاً یهودی به‌شمار می‌آیند ازدواج میان آنانی که قوانین نیدا را مراعات می‌کنند و کسانی که والدینشان این قوانین را رعایت نمی‌کرده‌اند طبیعی است و مشکلی نمی‌آفریند. در سالیان اخیر در میان زنان یهودی، و حتی در محافل اصلاح گرا، استفاده از میقوه به گونه‌ای احیا شده‌است. این امر تا حدی شاید ناشی از تلاش‌هایی است که برای مدرنیزه کردن خود میقوه از حیث طرح و ترکیب آن صورت می‌گیرد. در اسرائیل هر عروس قبل از ازدواجش باید به میقوه برود، و گواهی ای برای آن بگیرد، تا پس از آن مقامات نهاد حاخامی کشور مراسم را به اجرا گذارند. یکی از دلایلی که تلمود دربارهٔ دوره جدایی زن و مرد در خلال قاعدگی و پس از آن، ارائه کرده این است که چنین جدایی ای مانع از آن خواهد شد که شوهر ارتباط جنسی با همسر خویش را حق مسلم و بی چون و چرای خود بداند. وقتی که آنها در پایان دوره نیدا زندگی جنسی خویش را از سر می‌گیرند دوباره همانند عروس و داماد خواهند بود.

### تفاوت رسوم
ربی مشه ایسرلس که در تدوین شولحان عاروخ دست داشته‌است به تفاوت رسوم در این باب اشاره دارد: برخی نوشته‌اند که زنان نیدا، در دوره‌ای که خون می‌بینند، نباید به کنیسه وارد شوند، یا نمازبگزارند، یا نام خدارا برزبان آوردند، ویا به کتاب‌های مقدس دست زنند. در عین حال عده‌ای نیز می‌گویند که زن مجاز است که تمام این کارها را انجام دهد؛ نظر صحیح نیز همین رأی است. با این همه، رسم موجود در این ممالک مطابق با دیدگاه نخست است. اگرچه کسانی که بر این فقره حاشیه نوشته‌اند محدودیت‌های دیگری را نیز که برخی مراجع بر نیدا قرار داده‌اند، مانند جایز نبودن نگاه زن به طومار گشوده تورا، ذکر می‌کنند اما از پذیرفتن شماری از ممنوعیت‌هایی که ایسرلس بیان داشته‌است سر باز می‌زنند.

## نیدا یا قاعدگی در نوشته‌های هلاخائی
امروزه اهمیت عمده‌ای که نیدا دارد مربوط است به منع تماس جنسی در خلال قاعدگی و چند روز پس از آن، و لزوم تطهیر کردن در ~میقوه~ یا نوعی غسل دینی در پایان آن دوره. نوشته‌های هلاخائی مربوط به موضوع نیدا، و از جمله رساله‌ای کامل در تلمود بابلی و هفده باب از شولحان عاروخ، همچنان که در برگیرنده سؤالاتی فنی مانند تفاوت میان خون قاعدگی و دیگر ترشحات و خونریزی‌ها، تعیین دوره منظم قاعدگی، و نحوه آزمایش زن از خود برای پی بردن به شروع و خاتمه قاعدگی است، نیز شامل بسیاری از احکامی است که ربیان به مجموعه ممنوعیت‌های کتاب مقدس افزوده‌اند. نکته سنجی‌هایی که در جزئیات هلاخا یافت می‌شوند مهم اند و در موارد غیر مترقبه می‌توانند مفید واقع شوند: مثلاً در جایی که زن در نتیجه آمیزش جنسی خون ببیند، یا در فرضی که بین دو خون قاعدگی دوره‌ای ناکافی فاصله افتاده باشد، یا در باب این مسئله که آیا زن اصلاً می‌تواند آمیزش داشته باشد یا نه، و مانند اینها. به‌طور کلی با پیشرفت زمان مراجع هلاخایی متأخرتر به‌کارگیری قوانین نیدا را با قاطعیت بیشتری مطرح می‌کردند، چرا که مدعی می‌شدند چندان خبرگی ندارند که میان مواردی که در نوشته‌های اولیه یافت می‌شوند تمایزات دقیقی برقرار سازند.